# Satyrium aethiopicum
Satyrium aethiopicum är en orkidéart som beskrevs av Victor Samuel Summerhayes. Satyrium aethiopicum ingår i släktet Satyrium och familjen orkidéer. Inga underarter finns listade i Catalogue of Life.